# Robert Hogg (botánico)
Robert Hogg ( nació el 20 de abril de 1818 en Duns Berwickshire  – † el 14 de marzo de 1897 en Pimlico, Londres), fue un viverista y botánico escocés. Era conocido como un experto pomólogo que contribuyó a la ciencia de la clasificación en frutas y su cultivo.

## Vida personal
Robert Hogg nació el 20 de abril de 1818 en Duns Berwickshire. 
Hogg adquirió su formación en la Universidad de Edimburgo.
Cofundó la "Sociedad Pomológica Británica" con Thomas River en 1854. 
Fue Secretario General de la Exposición Internacional de Jardines en South Kensington en 1866. 
En 1869 uno de los Comisionados de la Exposición de Jardines del Gobierno Británico en San Peterburgo.  
Junto con George William Johnson publicó "Diario de horticultura".
Hogg murió el 14 de marzo de 1897 en Pimlico, Londres.

## Obras
- "British pomology" (1851),
- "Apple, its history and its varieties (2:a upplagan 1852),
- "The dahlia, its history and cultivation" (1853),
- "Robert Hogg’s Fruit Manual" (1860; 5ª edición 1884).[2]
- "The gardener's yearbook" ( desde 1860) "El anuario del jardinero".

- La abreviatura «R. Hogg» se emplea para indicar a Robert Hogg como autoridad en la descripción y clasificación científica de los vegetales.[3]